# 소뇌실조증
소뇌실조증(小腦失調症, 영어: cerebellar ataxia)은 소뇌의 병변에 의해 실조증이 발생하는 것을 말한다. 소뇌성운동실조증(小腦性運動失調症)이라고도 한다.
소뇌실조증은 많은 질병의 결과로 발생할수 있으며 균형, 보행, 사지 및 눈 움직임을 조정하지 못하는 증상으로 나타날수 있다. 걸을때 비틀거리거나 발음이 어눌해지는 등의 증상이 나타난다. 

## 증상
- 보행장애
- 소뇌 기능이상

## 같이 보기
- 척수소뇌성 실조증